# Grupa Operacyjna „Wyszków”
Grupa Operacyjna „Wyszków” (GO „Wyszków”) – związek operacyjny Wojska Polskiego utworzony w czasie kampanii wrześniowej 1 września 1939.

## Formowanie i działania
Grupa planowana jako odwód Naczelnego Wodza, miała bronić linii Narwi od strony Prus Wschodnich. Odwód był przewidziany do użycia na obszarze odpowiedzialności Armii „Modlin” gen. bryg. Emila Przedrzymirskiego. W przypadku wyprowadzenia przez nieprzyjaciela głównego uderzenia na kierunku Modlina, Odwód „Wyszków” miał uderzyć z przedmości na Narwi, a w przypadku przekierowania głównego uderzenia na Narew winien przejść do obrony na Narwi. W czasie walk, oprócz przydzielonych dywizji, faktycznie pod rozkazy dowódcy grupy przeszły przedmościa: „Różan” i „Pułtusk”.
Po uderzeniu niemieckim grupa wycofała się na linię Bugu. 11 września jej jednostki, rozkazem Naczelnego Wodza, zasiliły powstający Front Północny gen. dyw. Stefana Dąba-Biernackiego.

## Dowództwo grupy
- gen. bryg. Stanisław Skwarczyński (formalnie, nie zdążył objąć dowodzenia)
- gen. bryg. Wincenty Kowalski (faktycznie)
- szef sztabu ppłk dypl. Bogdan Szeligowski

## Struktura organizacyjna
- 1 Dywizja Piechoty Legionów
- 35 Dywizja Piechoty (rezerwowa)
- 41 Dywizja Piechoty (rezerwowa)
- pociąg pancerny nr 55 „Bartosz Głowacki”
- I dywizjon 2 pułku artylerii ciężkiej

Łącznie: 25 batalionów piechoty, 2 szwadrony kawalerii, 120 dział polowych.